# Walckenaeria nishikawai
Walckenaeria nishikawai este o specie de păianjeni din genul Walckenaeria, familia Linyphiidae, descrisă de Saito, 1986. Conform Catalogue of Life specia Walckenaeria nishikawai nu are subspecii cunoscute.